# 사이퍼 폴
사이퍼 폴(Cipher Pol(CP), サイファーポール)은 일본 만화 및 애니메이션 《원피스》에 등장하는 가상의 단체이다.

## 개요
세계정부직속 첩보기관. 세계 8곳에 거점을 둔 CP1~CP8과 암약기관 CP9로 이루어져 있다. 그리고 30년전 시점에서 CP는 미리 반디 월드 해적단을 소탕하기 위해 요원을 월드 해적단에 잠입시켰고
해적·해군 협력작전을 펼쳐도 잡을 수 없었던 월드 해적단을 내부불화와 배신을 조장함으로써 해적단을 붕괴시키는 역할을 한다.
그리고 705화(만화책)에서는 CP0(사이퍼 폴 이지스-제로)라는 새로운 첩보기관이 있었다는 사실이 밝혀지게 되면서 독자들에게 커다란 충격을 안겨 주었다.

## CP1~CP4
언급은 되지 않았지만 로브 루치의 대사로 있다는게 밝혀졌다.

### CP5
베가펑크의 배신을 확인하기 위해 에그헤드에 들어갔다가, 요크에 의해 에그헤드 내부에 갇힌다. 나중에 밀짚모자 일당과 CP0에 의해 풀려난다.

### CP6
제리
성우 - 최석필
CP6 첩보부장. 사우스 블루의 공수도섬 출신이지만 권투챔피언, 요가 권투가 주특기다. 기술로는 오로라 플리커 잽 등이 있다. 궤도를 간파당하지 않도록 쭉쭉 뻗는 펀치를 날린다. 엄청난 장신.

### CP7
완제
성우 : 타카토 야스히로 / 엄상현(투니버스) / 이현(대원방송)
CP7의 급사장. 라면 권법이 주특기다. 상디의 정형 쇼트를 맞고 얼굴이 완전히 바뀌었으나 상디의 마지막 공격에 다시 풀리고 만다.

### CP8
알파
CP8 첩보부원이자 간호사이자, 현재 CP0(과거 CP9)의 맴버인 칼리파의 친여동생이다.

### CP9
CP9는 사이퍼 폴(CP)의 장막에 숨겨진 기관으로 원래 존재할 수 없는 9번째 CP이다. 살생이 허락되는 정부직속 비공식 비밀첩보기관. 직접 잠입, 위장해서 정부가 원하는 정보를 알아내는 것이 목적이다. 단지 정보를 얻는 것에 더해 CP9 개개인의 전투력 또한 매우 우수하다. 어릴 적부터 고된 훈련을 하여 대원 모두가 신체기술인 육식(六式)을 익혔다.
그러던 어느날 정부로부터 임무를 받아 밀짚모자 해적단의 니코 로빈 체포와 고대 병기 플루톤의 설계도를 얻기 위해 잠입하여 임무를 거의 성공했으나, 프랑키가 몸에 지니고 있던 플루톤의 설계도를 불살라버렸으며, 밀짚모자 해적단이 니코 로빈을 되찾기 위해 에니에스 로비 침략하자 이들을 저지하고자 했으나 끝내 임무에 실패했다.
그 후 에니에스 로비에서 성공적으로 탈출하였으나, 스팬담에 의해서 임무 실패의 누명을 뒤집어 쓰게 되고 새 마을에 정착하려고 하였다. 그때 때마침 마을에 해적이 쳐들어와 약탈을 일삼자 이들을 저지하고자 했으나 현재 정부로부터 쫓기고있는데다 해군으로부터 살생이 신분 노출을 하게 될지도 모른다는 생각에 마을을 급히 떠나게 된다.
그들은 고향으로도 돌아가 보았으나, 도중 해군에 의해서 공격을 받아 해군의 배를 탈취해 이곳에서도 안전할 수 없다고 판단해 어딘가로 사라져 현재 그들의 소식은 알 수 없는 상황이였으며 이를 통해 CP9이 혁명군에 들어갔을수도 있으며 완전 세계정부에 반기를 들었을 가능성으로 추측되기도 했었지만 드레스로자 사건을 통해 CP9 멤버들 가운데 로브 루치와 카쿠는 드레스로자 사건을 통해 CP0의 요원이라는것으로 확인됐고, 나머지 CP9 멤버들은 원피스 106권 SBS에서 CP0가 됐다는게 확인됐다. 비브르카드 부스터팩 15탄에서 스팬담을 제외한 CP9 전원이 패기를 소유한 걸로 밝혀짐.

#### CP9의 일원들
- 로브 루치(통칭 '살육병기'[3], '비둘기'[4])

성우 : 세키 토모카즈 / 현경수(투니버스, 대원 에그헤드 편 4화부터) / 김소형(대원방송 에그헤드 4화 전까지) / 김명준(투니버스, 어릴 적)
CP9의 리더, 고양고양 열매 모델 레오파드, 표범인간형 수인. 13살부터 CP9이었고, 등에는 13살 때 맞은 폭탄 자국 5개가 있다(흉터의 모양이 세계정부의 마크와 비슷하다). (일반 무장해병의 도력을 10으로 정할 때)도력은 4000. 이 도력은 CP9중에서는 최고의 도력이다. 워터세븐에서 위장근무를 하는 동안에는 애완 비둘기 하토리가 말을 했다. CP9 중 유일하게 육왕건을 사용할 수 있다. 몽키 D. 루피에게 패한다. 801화에서 스팬담과 같이 CP0가 되어서 재등장하였다.
- 카쿠

성우: 오키아유 료타로/이호산(투니버스, 대원 에그헤드 편 4화부터)/김태환(대원에서 이호산 임시 대타), 고구인(대원방송 에그헤드 4화 전까지)
- 쟈브라(투니버스판 '재브라')

성우 : 다카즈카 마사야 / 이상범(투니버스) / 이동훈(대원방송)
개개 열매 모델 울프를 먹어 늑대인간이 된 수인이다. 카쿠와 라이벌이고 도력2180. 기린이 된 카쿠를 비웃는다. 십지건(十指鍵)과 철괴(鐵塊) 상태로 움직일 수 있는 '철괴권법'을 사용한다. 자신이 니코 로빈의 친 오빠라는 거짓말으로 상디를 속이려 했지만, 상디에게 패배한다. 2년후, 현재는 CP0가 되어서 칼리파와 함께 재등장하였다.
- 블루노(대원방송판 '브루노')

성우 : 사사키 세이지 / 최석필(투니버스) / 이재범(대원방송) / 유호한
초인계 문문열매를 먹어 자유자재로 문을 만들 수 있다. 머리카락 형태가 소갈래머리다. 에어도어와 육식을 이용하여 공격한다. 도력820. 몽키 D. 루피에게 패한다.
- 쿠마도리

성우 : 요시다 히로아키 / 유호한(투니버스) / 김혜성(대원방송)
육식 이외에도 생체 능력인 생명귀환을 익혀 머리카락을 낙지 발처럼 자유자재로 움직이고 그 때문에 자신을 사자라고 자칭한다. 얼굴에는 일본의 전통 경극 가부키의 화장을 하고 있다. 생명귀환을 이용한 머리카락이 자유자재로 움직이는 기술과 봉을 이용해 공격한다. 도력810. 토니토니 쵸파에게 패한다.
- 후쿠로(투니버스판 '후쿨'/ 통칭: '잠잠한 후쿠로')

성우 : 와타나베 쿠미코 / 신용우(투니버스) / 이유리(대원방송)
살인 펀치 듀공과 철괴옥을 이용해 공격. 첩보원임에도 불구하고 입이 가벼운 탓에 소문을 자주 내며, 그 버릇 때문에 임무에 차질을 빚기도 한다. 도력800. 프랑키에게 패한다. 입 버릇은 챠파파. 체술중 하나인 월보를 이용하여 통통 날아다니기를 좋아한다.
- 칼리파

성우 : 신도 나오미 / 박경혜(투니버스) / 김하영(대원방송)
CP9의 홍일점. CP9장관 스팬담이 준 거품거품 열매를 먹어 초인계 거품인간이다. 때문에 상대의 몸을 골드아워로 미끌미끌하게 만들어 싸우지 못하게 하는 능력을 얻었다. 열매를 먹기 전에는 채찍도 사용했다. 냉철한 성격이며, 도력630.
원래 싸우면 상디가 완전히 이겼지만 기사도 덕분에 상디를 압도적으로 쓰러뜨렸으나 나미에게 완패한다. 2년후, 현재는 CP0가 되어서 다시 등장하였다.
- 네로

성우 : 키우치 히데노부 / 강호철 (투니버스) , 김일(대원방송)
신참 CP9. 지건(指銃)과 철괴(鐵塊)를 익히지 못했다. 프랑키에게 패하고, 약하다는 이유로 로브 루치에 의해 바다로 던져졌다.
- 스팬담(대원방송판 '스팬덤')

성우 : 오노사카 마사야 / 손원일(투니버스) / 이동훈(대원방송)
CP9 지령장관. 8년 전 커티 프람(프랑키)에게 맞아 얼굴을 크게 다쳐서 철가면을 쓰고 있다. 지령장관이기 때문에 CP9 중 제일 약하며, 또한 도력9로 일반 해병보다 약하다. 자신의 검인 펑크프리드는 코끼리코끼리 열매를 먹었다. 니코 로빈의 고향 오하라를 버스터 콜로 폭파시킨 장본인 스팬다인의 아들. CP5의 옛 장관. 현재는 집중치료실에 입원 상태. 801화에서 로브 루치와 함께 CP0가 되어서 재등장하였지만, 로브 루치의 부하가 되버린 상태이다.
- 펑크프리드

- 스팬다인(前 지령장관)

성우 :손원일(투니버스) / 이동훈(대원방송)
20년 전 CP9 지령장관. 버스터 콜로 오하라를 폭파시켰다. 현 지령장관 스팬담의 아버지.
- 라키

20년 전 CP9 대원. 스팬다인을 따라 오하라에 잠입하였다. 칼리파와 CP8의 맴버이자 칼리파의 친여동생인 알파의 친아버지. 동그란 안경을 끼고 있다.
- 후즈 후

전 CP9 대원. 본인의 말로는 당시 로브 루치만큼이나 유망했다고 한다. 샹크스에게 고무고무 열매를 빼앗긴다.

#### 육식(六式)
CP9이 주로 쓰는 6개의 기술들. 육식을 쓰는 것이 가능하게 되면 500명의 사람과 대적 가능한 초인이 된다.
- 체(剃)
  - 순간에 폭발적인 다리의 힘으로 지면을 10번이상 차고, 사라진 것처럼 빠르게 이동한다.
- 철괴(鐵塊)
  - 근육을 강철 갑옷의 강도로 만드는 방어기술. 그 상태에서 움직일 수 있는 자는 쟈브라(철괴권법)뿐이다.
- 월보(月步)
  - 뛰어난 각력으로 공기를 차고, 공중을 뛰어다닐 수 있다.
- 지회(紙繪)
  - 몸을 종이처럼 만들어 펄럭이며 적의 공격을 회피한다.
- 지건(指銃)
  - 정신력을 손가락에 집중하여 찌른다. 그 위력은 총탄과도 같다.
- 람각(嵐脚)
  - 폭발적인 발차기로 참격을 날린다.

## CP0(사이퍼 폴 이지스-제로 [Cypher pol Aegis-0])
루피 수행 2년후 새롭게 나타난 세계정부의 암살기관이다. CP9의 상위 버전으로서 나타나며 돈키호테 도플라밍고의 언론 조작에 같이 가담했던 조직 세계정부의 직속관리들로 알려져 있다. 현재까지 나온 인물은 로브 루치와 스팬담과 드레스로자에서 도플라밍고의 칠무해 탈퇴에대한 오보라고 말했던 3명의 조직원들이 언급되었으며 여기서 과거 CP9 당시 스팬담과 로브 루치의 상하 관계가 CP0에서는 완전히 역전되었으며 현재 CP0의 요원들은 과거 CP9출신들로 이루어져있을 가능성이 높아지고 있고 기존의 싸움기술인 육식에다 무장색과 견문색의 패기의 결합등의 무시무시한 연구글들이 나오고 있다. 원피스 필름 골드에서도 등장하였다.
스튜시(통칭'환락가의 여왕')
성우 : 킨게츠 마미
성우 : 이다은
CP0 첩보부원. 옥갑을 가져가려는 루 펠드를 향해 '나는 지건'으로 공격했다. 최근 미스 스튜시의 클론이란게 밝혀졌으며, 에그헤드에 쳐들어온 로브 루치를 포함한 CP0를 모두 잠재우는 활약을 보인다. CP0 입장에서는 배신자.
게르니카
성우 : 야마구치 타로
성우 : 장서화, 박준형
CP0의 일원. 루피와 카이도의 전투에 끼어들어 루피가 패배하게 만들었다. 분노한 카이도의 뇌명팔괘에 맞아 리타이어했지만, 최근 생존이 확인되었다.
마하
성우 : 나카쿠니 타쿠로
성우 : 원종준
요셉
성우 : 미야자키 히로무
성우 : 김종엽